# Velilla de la Sierra
Velilla de la Sierra es un municipio y localidad española de la provincia de Soria, en la comunidad autónoma de Castilla y León. El término municipal, ubicado en la comarca de Soria, tiene una población de 27 habitantes (INE 2024).

## Geografía
Esta pequeña población de la comarca de Soria está ubicada en el centro de la provincia de Soria, a 9 kilómetros al norte de la capital, en el valle del río Merdancho al norte de la sierra de Santa Ana. Forma parte del partido judicial de Soria.
La altitud oscila entre los 1150 m al sureste, cerca del Alto del Cabezo, y los 1020 m a orillas del río Merdancho. El pueblo se alza a 1033 m sobre el nivel del mar.
| Noroeste: Garray | Norte: Fuentecantos   | Noreste: Buitrago             |
| Oeste: Garray    |                       | Este: Renieblas               |
| Suroeste: Soria  | Sur: Soria y Alconaba | Sureste: Renieblas y Alconaba |

En el término de este municipio se encuentra la pista de vuelo del Club de Aeromodelismo de Soria homologada por la Federación Aeronáutica de Castilla y León.
Comunicaciones
Localidad situada en la carretera local SO-P-1011, que se dirige hacia Garray. Además la carretera local SO-P-1001, comunica con Soria y Renieblas. Antiguamente el municipio llegó a contar con una estación de ferrocarril perteneciente a la línea Soria-Castejón. Parte del territorio está atravesado por la carretera de circunvalación de Soria, la SO-20. 

## Historia
El censo de Pecheros de 1528, en el que no se contaban eclesiásticos, hidalgos y nobles, registraba la existencia de 23 pecheros, es decir unidades familiares que pagaban impuestos. En el documento original figura como Vililla, formando parte del Sexmo de San Juan. A la caída del Antiguo Régimen la localidad se constituye en municipio constitucional, entonces conocido como Velilla de la Sierra y Olmedillos en la región de Castilla la Vieja, partido de Soria que en el censo de 1842 contaba con 50 hogares y 212 vecinos.
A mediados del siglo XIX, el lugar tenía contabilizadas 55 casas. Aparece descrito en el decimoquinto volumen del Diccionario geográfico-estadístico-histórico de España y sus posesiones de Ultramar de Pascual Madoz de la siguiente manera:

VELILLA DE LA SIERRA: l. con ayunt. en la prov. y part. jud. de Soria (1 1/2 leg.), aud. terr. y c. g. de Burgos (20), dióc. de Osma. sit. entre cerros, á la márg. der. de un riach., con clima frio, pero sano: tiene 55 casas, la consistorial; escuela de instruccion primaría, frecuentada por 16 alumnos á cargo de un maestro, dotado con 25 fan. de trigo; hay una igl. parr. (Sta. Maria la Mayor), servida por un cura y un sacristan, confina el térm. con los de Fuentecantos, Buitrago, Ventosilla, Garray y Tordesillas; dentro de él se encuentran varios manantiales y 3 ermitas.: el terreno es de mediana calidad. caminos, los locales. correo, se recibe y despacha en Soria. prod.: cereales, legumbres y buenos pastos, con los que se mantiene ganado lanar, vacuno y de cerda; hay caza menor. ind.: la agrícola. comercio; esportacion del sobrante de frutos é importacion de los art. que faltan. pobl, 51 vec., 212 alm. cap. imp.: 59,627 rs. 30 mrs.
(Madoz, 1849, p. 654)

## Geografía humana

### Demografía
Cuenta con una población de 27 habitantes (INE 2024).
| Gráfica de evolución demográfica de Velilla de la Sierra entre 1842 y 2021 |
| |
| Población de derecho según los censos de población del INE Población de hecho según los censos de población del INEEn este censo se denominaba Velilla de la Sierra y Olmedillos: 1842 |

## Patrimonio
Cuenta con la parroquia de Nuestra Señora de las Nieves, situada en lo más alto del casco urbano. Presenta elementos arquitectónicos góticos. En su interior cuenta con una talla de un Cristo, datada en el siglo XVII.
Entre su patrimonio artístico es reseñable también la ermita de la Soledad, situada en la entrada del pueblo, y los restos de la Edad de Hierro encontrados en su término.
Destacar su papel en la comarca por la celebración de romerías en la ermita del Santo Cristo de Olmedillos, situada en el Monte del Cristo, a unos cuatro kilómetros al sur del pueblo y próxima a la antigua estación de ferrocarril de Velilla, en las que participan vecinos de la localidad y de los términos colindantes como Renieblas y Ventosilla de la Sierra.